# Echium tenue
Echium tenue är en strävbladig växtart. Echium tenue ingår i släktet snokörter, och familjen strävbladiga växter.

## Underarter
Arten delas in i följande underarter:
- E. t. dumosum
- E. t. tenue